# Калина Стефанова
Калина Стефанова Стефанова е българска театрална критичка и професор по театрознание.

## Биография
Калина Стефанова е възпитаник на Русенската английската гимназия.
Завършва специалност „Театрознание“ във ВИТИЗ „Кръстьо Сарафов“ (сега НАТФИЗ). Присъединява се към преподавателския екип на катедра „Театрознание“ в НАТФИЗ.
Автор (съставител и съавтор) е на 17 книги, има публикации на 25 езика в повече от 30 страни.
Сред книгите ѝ за театър на български език са „На театър по света“ (Български бестселър, 2003) и „Още театър, още свят“ (Унискорп, 2012), „Нюйоркчани“ (Весела Люцканова, 1995), „Съвременна американска театрална критика: модел и особености“ (Университетско издателство „Kлимент Охридски“, 1998), „Съвременна английска театрална критика: модел и особености“ (с второ издание „Като критик на вино в областта Бордо“ – Университетско издателство „Kлимент Охридски“, 1998, 2006) и др.
Пет от книгите за театър на проф. д-р Стефанова са на английски език: „Who Calls the Shots on the New York Stages?“ (Routledge, Harwood Academic Publishers, 1994), „Who Keeps the Score on the London Stages“ (Routledge, 2000), „Eastern European Theatre After the Iron Curtain“ (Routledge, 2000), „Theatre and Humanism in a Time of Violence“, заедно с Йън Хърбърт, (Университетско издателство „Kлимент Охридски“, 2008) и „20 Ground-Breaking Directors of Eastern Europe“, заедно с Марвин Карлсън, (Palgrave Macmillan, 2001). Премиерите им са в Ню Йорк, Лондон, Вроцлав, Гданск и Пятра Нямц. Книгите са включвани в задължителната и препоръчителна литература в университетски курсове във Великобритания, Канада, САЩ, Хърватска и др., и се намират в библиотеки по цял свят. Книгата „20 Ground-Breaking Directors of Eastern Europe“ е пред публикуване на китайски и испански език.
Проф. д-р Стефанова е съставител и редактор на първата антология на китайската съвременна драма на български език „Буря“ от Цао Ю и „Чайна“ от Лао Шъ: Въведение в съвременната китайска драма“ (Български Бестселър, 2020), както и на първата антология на източноевропейска драма в Китай „Метаморфози: избрани пиеси от Източна Европа“, в два тома, (China Theatre Press, 2019), и на първото представяне на българския театър на английски език в две части „Съвременен български театър“ (Routledge/Harwood Academic Publishers, 1998).
Нейни статии за театър са публикувани в над 30 страни.
Проф. д-р Стефанова е автор и на две нетеатрални книги: „Джуджетата на Ани“ и „Последният изход“, издадени в 9 страни и 16 издания. Eдната от тях е включвана в задължителната и препоръчителна литература в колежи в Бразилия и има 3 издания на китайски език.
Проф. д-р Стефанова е била гостуващ учен „Фулбрайт“ в Нюйоркския университет, както и гостуващ учен в Университета на Кейптаун, Южна Африка, Мейджи Университет, Токио, Япония, Шанхайската Театрална Академия, Китай, и др. През 2016 г. е удостоена със званието „Изтъкнат гостуващ професор“ на Уханския университет, Китай, както и със званието „Изтъкнат изследовател“ на Фондацията по китайска критика на изкуствата към Уханския университет. Изнасяла е лекции по театрална критика, източноевропейски театър и съвременен световен театър, и е водела семинари по театрална критика и в редица други китайски и южноафрикански университети, както и в Южна Корея, Чили, Канада, Русия, Хърватска, Турция, Холандия, Сингапур, Малта, Португалия, Литва, Словения.
В продължение на два мандата проф. д-р Стефанова е вицепрезидент на Международната асоциация на театралните критици (2001 – 2006), както и неин директор на симпозиумите (2006 – 2010).
Член е на редакционните колегии на списанията: „Театрални изкуства“, Шанхайска Театрална Академия, Китай, „Китайски изпълнителски изкуства“, Китай, „Европейски сцени“, Градски Университет на Ню Йорк, както и на театралните списания на Западния университет на Тимишоара, Румъния, Театралната Академия на Осийек, Хърватска, и Университет „Николай Коперник“, Торун, Полша.
През 1997, по идея на проф. д-р Стефанова започва да се издава поредицата „На върха“ – автобиографии на български актьори, за което през 1999 г. тя получава награда на Фондация „Идея за театър“. Една от книгите – „Така било писано“ от Таня Масалитинова – е в нейна литературна обработка. Същата година тя получава и наградата за критика на САБ.
Проф. д-р Стефанова е участвала в многобройни конференции по света, често като специален гост, както и в журита на театрални фестивали и награди. Тя работи редовно като експерт-оценител към Европейската Комисия в областта на изпълнителските изкуства, литературата и образованието.
През 2007 г. е драматург на високо оценената от критиката постановка на „Петдесетница“, режисьор Младен Киселов, в Стратфордския Фестивал на Канада, най-големия репертоарен театър в Северна Америка.
От 2017 г. е в международната експертна група към първия театрален град в света, Yue Opera Town, създаден в района на родното място на музикалната драма в стил „юе“ – гр. Шънджоу, Китай.
Изиграла е една-единствена роля – Елица от филма „Време разделно“ по едноименния роман на Антон Дончев. Във филма, считан от някои за най-добрия български филм за всички времена, Калина Стефанова убедително претворява на екрана ролята на един от главните женски персонажи. Във "Време разделно" Елица се появява за кратко напълно разголена, чрез което привнася рядък за българската кинематография по онова време елемент на еротика. Според някои кинокритици, Калина Стефанова е могла да изгради успешна филмова кариера, но се отказва в полза на академичните си интереси.

## Признание и награди
През 1999 г. е удостоена с Наградата на Съюза на артистите в България за най-добър критик – за книгата си „Съвременна английска театрална критика“ (Университетско издателство „Св. Климент Охридски“), и с наградата „Идея за театър“ на едноименната фондация – за иницииране и издаване на автобиографичната поредица на български актьори „На върха“.

## Филмография
- Време разделно (1988), 2 серии - Елица, дъщеря на Галушко, съпруга на Манол, после съпруга на Момчил, сестра на Горан и Караибрахим